# Oakland (Iowa)
Oakland ist eine Stadt (mit dem Status „City“) im Pottawattamie County im US-amerikanischen Bundesstaat Iowa. Im Jahr 2010 hatte Oakland 1527 Einwohner, deren Zahl sich bis 2014 auf 1506 verringerte. Das U.S. Census Bureau hat bei der Volkszählung 2020 eine Einwohnerzahl von 1.524 ermittelt.
Oakland ist Bestandteil der beiderseits des Missouri Rivers in den Bundesstaaten Iowa und Nebraska gelegenen Metropolregion Omaha-Council Bluffs.

## Geografie
Die Stadt erstreckt sich über eine Fläche von 3,9 km², die ausschließlich aus Landfläche besteht.
Oakland liegt am West Nishnabotna River, einem Nebenfluss des Missouri. Durch den Ort führen der U.S. Highway 6 und der U.S. Highway 59, die sich hier versetzt kreuzen.
Die Stadt liegt 46 km östlich von Council Bluffs, wo der Missouri River die Grenze zwischen Iowa und Nebraska bildet. Dessen größte Stadt Omaha liegt hier am gegenüberliegenden Flussufer. Iowas Hauptstadt Des Moines befindet sich 163 km östlich von Oakland. In südlicher Richtung sind es über Saint Joseph 284 km bis Kansas City in Missouri, Sioux Falls, die größte Stadt von South Dakota, liegt 331 km im Norden.

## Bevölkerung
Nach der Volkszählung im Jahr 2010 lebten in Oakland 1527 Menschen in 604 Haushalten. Die Bevölkerungsdichte betrug 391,5 Einwohner pro Quadratkilometer. In den 604 Haushalten lebten statistisch je 2,44 Personen.
Ethnisch betrachtet setzte sich die Bevölkerung zusammen aus 96,7 Prozent Weißen, 0,5 Prozent Afroamerikanern, 0,2 Prozent amerikanischen Ureinwohnern sowie 1,5 Prozent aus anderen ethnischen Gruppen; 1,2 Prozent stammten von zwei oder mehr Ethnien ab. Unabhängig von der ethnischen Zugehörigkeit waren 4,3 Prozent der Bevölkerung spanischer oder lateinamerikanischer Abstammung.
24,8 Prozent der Bevölkerung waren unter 18 Jahre alt, 57 Prozent waren zwischen 18 und 64 und 18,2 Prozent waren 65 Jahre oder älter. 52,9 Prozent der Bevölkerung waren weiblich.
Im Jahr 2014 lag das mittlere jährliche Einkommen eines Haushalts bei 64.464 USD. Das Pro-Kopf-Einkommen betrug 26.176 USD. 7,0 Prozent der Einwohner lebten unterhalb der Armutsgrenze.